# Natashquan
Natashquan es un municipio-cantón de la provincia de Quebec, Canadá. Está ubicado en el condado régional de Minganie y a su vez, en la región administrativa de Côte-Nord. Hace parte de las circunscripciones electorales de Duplessis a nivel provincial y de Manicouagan a nivel federal.

## Geografía
Natashquan se encuentra ubicada en las coordenadas 50°11′00″N 61°49′00″O / 50.18333, -61.81667. Según Statistics Canada, tiene una superficie total de 203.51 km² y es una de las 1135 municipalidades en las que está dividido administrativamente el territorio de la provincia de Quebec.

### Clima
| Parámetros climáticos promedio de Natashquan (1981-2010) | Parámetros climáticos promedio de Natashquan (1981-2010) | Parámetros climáticos promedio de Natashquan (1981-2010) | Parámetros climáticos promedio de Natashquan (1981-2010) | Parámetros climáticos promedio de Natashquan (1981-2010) | Parámetros climáticos promedio de Natashquan (1981-2010) | Parámetros climáticos promedio de Natashquan (1981-2010) | Parámetros climáticos promedio de Natashquan (1981-2010) | Parámetros climáticos promedio de Natashquan (1981-2010) | Parámetros climáticos promedio de Natashquan (1981-2010) | Parámetros climáticos promedio de Natashquan (1981-2010) | Parámetros climáticos promedio de Natashquan (1981-2010) | Parámetros climáticos promedio de Natashquan (1981-2010) | Parámetros climáticos promedio de Natashquan (1981-2010) |
| Mes                                                      | Ene.                                                     | Feb.                                                     | Mar.                                                     | Abr.                                                     | May.                                                     | Jun.                                                     | Jul.                                                     | Ago.                                                     | Sep.                                                     | Oct.                                                     | Nov.                                                     | Dic.                                                     | Anual                                                    |
| -------------------------------------------------------- | -------------------------------------------------------- | -------------------------------------------------------- | -------------------------------------------------------- | -------------------------------------------------------- | -------------------------------------------------------- | -------------------------------------------------------- | -------------------------------------------------------- | -------------------------------------------------------- | -------------------------------------------------------- | -------------------------------------------------------- | -------------------------------------------------------- | -------------------------------------------------------- | -------------------------------------------------------- |
| Temp. máx. abs. (°C)                                     | 8.2                                                      | 7.5                                                      | 12.8                                                     | 17.8                                                     | 23.9                                                     | 26.4                                                     | 29.1                                                     | 28.3                                                     | 26.1                                                     | 19.9                                                     | 14.4                                                     | 9.4                                                      | 29.1                                                     |
| Temp. máx. media (°C)                                    | −8.0                                                     | −7.2                                                     | −2.2                                                     | 3.4                                                      | 9.7                                                      | 15.0                                                     | 18.5                                                     | 18.2                                                     | 14.2                                                     | 8.1                                                      | 1.9                                                      | −4.3                                                     | 5.6                                                      |
| Temp. media (°C)                                         | −13.5                                                    | −12.7                                                    | −7.1                                                     | −0.3                                                     | 5.5                                                      | 10.7                                                     | 14.4                                                     | 14.1                                                     | 10.0                                                     | 4.2                                                      | −1.9                                                     | −9.0                                                     | 1.2                                                      |
| Temp. mín. media (°C)                                    | −19.0                                                    | −18.1                                                    | −12.0                                                    | −3.9                                                     | 1.3                                                      | 6.3                                                      | 10.3                                                     | 9.9                                                      | 5.7                                                      | 0.3                                                      | −5.6                                                     | −13.7                                                    | −3.2                                                     |
| Temp. mín. abs. (°C)                                     | −42.8                                                    | −37.2                                                    | −33.7                                                    | −22.5                                                    | −12.8                                                    | −3.9                                                     | 1.1                                                      | −1.1                                                     | −7.8                                                     | −15.0                                                    | −25.6                                                    | −35.0                                                    | −42.8                                                    |
| Precipitación total (mm)                                 | 91.4                                                     | 69.6                                                     | 90.4                                                     | 80.3                                                     | 86.1                                                     | 88.0                                                     | 105.4                                                    | 92.2                                                     | 95.0                                                     | 103.6                                                    | 103.4                                                    | 93.9                                                     | 1099.3                                                   |
| Lluvias (mm)                                             | 17.6                                                     | 13.4                                                     | 26.7                                                     | 50.9                                                     | 82.1                                                     | 88.0                                                     | 105.4                                                    | 93.7                                                     | 95.0                                                     | 98.8                                                     | 69.3                                                     | 25.8                                                     | 766.7                                                    |
| Nevadas (cm)                                             | 79.5                                                     | 61.2                                                     | 67.7                                                     | 30.8                                                     | 4.1                                                      | 0.0                                                      | 0.0                                                      | 0.0                                                      | 0.0                                                      | 5.0                                                      | 34.9                                                     | 72.3                                                     | 355.5                                                    |
| Días de precipitaciones (≥ 0.2 mm)                       | 19.1                                                     | 16.7                                                     | 16.1                                                     | 14.3                                                     | 14.1                                                     | 12.8                                                     | 15.0                                                     | 12.8                                                     | 13.7                                                     | 15.1                                                     | 15.4                                                     | 17.7                                                     | 182.8                                                    |
| Días de lluvias (≥ 0.2 mm)                               | 1.9                                                      | 2.4                                                      | 4.4                                                      | 8.8                                                      | 13.5                                                     | 12.8                                                     | 15.0                                                     | 12.8                                                     | 13.7                                                     | 14.5                                                     | 9.3                                                      | 4.3                                                      | 113.4                                                    |
| Días de nevadas (≥ 0.2 cm)                               | 18.7                                                     | 15.7                                                     | 14.0                                                     | 8.8                                                      | 1.5                                                      | 0.0                                                      | 0.0                                                      | 0.0                                                      | 0.0                                                      | 2.0                                                      | 9.2                                                      | 16.1                                                     | 86                                                       |
| Horas de sol                                             | 103.3                                                    | 120.9                                                    | 146.6                                                    | 165.3                                                    | 205.6                                                    | 224.0                                                    | 235.3                                                    | 227.8                                                    | 171.4                                                    | 126.0                                                    | 96.4                                                     | 87.2                                                     | 1909.8                                                   |
| Fuente: Environment Canada                               |                                                          |                                                          |                                                          |                                                          |                                                          |                                                          |                                                          |                                                          |                                                          |                                                          |                                                          |                                                          |                                                          |

## Demografía
Según el censo de 2011, había 246 personas residiendo en este cantón con una densidad poblacional de 1.2 hab./km². Los datos del censo mostraron que de las 264 personas en 2006, en 2011 el cambio poblacional fue de -18 habitantes (-6.8%). El número total de inmuebles particulares resultó de 165 con una densidad de 0.8 inmuebles por km². El número total de viviendas particulares que se encontraban ocupadas por residentes habituales fue de 118.